# Odznaka za Służbę Wojskową (Austro-Węgry)
Odznaka za Służbę Wojskową w Cesarsko-Królewskiej Armii (niem. Militärdienstzeichen für die Kaiserliche und Königliche Armee) – austro-węgierskie wojskowe odznaczenie państwowe.
Odznaka została ustanowiona 19 września 1849 przez cesarza Franciszka Józefa I Habsburga, a zlikwidowana wraz ze wszystkimi innymi austriackimi odznaczeniami w 1918.
Dzieliła się na dwa rodzaje: dla oficerów (trzy stopnie) oraz dla podoficerów i szeregowych (dwa stopnie). Liczba stopni i lata służby, za które były nadawane zmieniały się w latach 1867, 1890 i 1913.
W sumie nadawano odznaki oficerom za:
- 50 lat służby (I stopień),
- 40 lat służby (II stopień),
- 35 lat służby (II stopień),
- 25 lat służby (III stopień),

a podoficerom i szeregowym za:
- 24 lata służby (I stopień),
- 20 lat służby (I stopień),
- 18 lat służby (I stopień),
- 16 lat służby (I stopień),
- 12 lat służby (II stopień),
- 10 lat służby (II stopień),
- 8 lat służby (II stopień),
- 6 lat służby (III stopień).

## Odznaki
| 50 | 40 |
| 35 | 25 |

| Odznaki dla podoficerów i szeregowych |
| ------------------------------------- |
|                                       |

## Baretki
| Baretki odznaki dla oficerów | Baretki odznaki dla oficerów | Baretki odznaki dla oficerów | Baretki odznaki dla oficerów |
| ---------------------------- | ---------------------------- | ---------------------------- | ---------------------------- |
| 50 lat                       | 40 lat                       | 35 lat                       | 25 lat                       |

| Baretki odznaki dla podoficerów i szeregowych | Baretki odznaki dla podoficerów i szeregowych | Baretki odznaki dla podoficerów i szeregowych | Baretki odznaki dla podoficerów i szeregowych |
| --------------------------------------------- | --------------------------------------------- | --------------------------------------------- | --------------------------------------------- |
| 24 lata                                       | 20 lat                                        | 18 lat                                        | 16 lat                                        |
| 12 lat                                        | 10 lat                                        | 8 lat                                         | 6 lat                                         |